# Welcome Home (2004)
Welcome Home ist eine österreichische Filmkomödie aus dem Jahr 2005 von Andreas Gruber.

## Handlung
Zwei Polizisten sollen einen schwarzen Afrikaner nach Ghana abschieben. Dort angekommen verkehren sich die Machtverhältnisse zwischen Schwarz und Weiß allerdings schlagartig.
Die tiefschwarze Komödie schickt die weißen Polizisten auf eine absurde Irrfahrt durch eine Fremde, in der sie sich ständig mit ihren eigenen Vorurteilen konfrontieren. Diese Vorurteile richten sich in Umkehrung aller Vorzeichen gegen sie selbst.

## Hintergrund
Gedreht wurde der Film zwischen September 2003 und Februar 2004 in Kärnten, Ghana und Nordrhein-Westfalen.
Gefördert wurde die Produktion unter Mitwirkung von ORF und ZDF vom Österreichischen Filminstitut, vom Filmfonds Wien, dem Land Oberösterreich und dem Land Kärnten.